# O Lobo da Estepe
Brasil: O Lobo da Estepe / Portugal: O Lobo das Estepes (no original, Der Steppenwolf) é um livro de Hermann Hesse, publicado em 1927. É considerado um dos melhores dos livros de Hesse e um dos romances mais representativos da literatura alemã.
Foi o primeiro livro de Hesse a ser traduzido para português e publicado no Brasil logo em 1935, em vida do Autor, em versão de Augusto de Souza para a editora Cultura Brasileira, de São Paulo (Coleção literatura moderna). Outra tradução, por Ivo Barroso, foi publicada pela editora Civilização Brasileira em 1968 e sucessivamente reeditada por outras editoras.

## Enredo
O livro conta a história de Harry Haller, um outsider, um misantropo de cinquenta anos, alcoólatra e intelectualizado, angustiado e que não vê saída para sua tormentosa condição, autodenominando-se “lobo da estepe”. Mas alguns incidentes inesperados e fantásticos o conduzem lenta, porém decisivamente, ao despertar de seu longo sono: conhece Hermínia, Maria e o músico Pablo. E então a história se desenvolve de forma surpreendente.
O personagem de Harry Haller foi inspirado no escultor suíço Hermann Haller, amigo de Hermann Hesse.